# 2023年のパシフィック・リーグクライマックスシリーズ
2023年のパシフィック・リーグクライマックスシリーズは、2023年10月に開催されたプロ野球パシフィック・リーグのクライマックスシリーズ。前年に引き続きパーソルホールディングスがタイトルスポンサーとなり、「2023 パーソル クライマックスシリーズ パ」の名称で施行される。

## 概要
本大会はSMBC日本シリーズ2023出場権をかけたプレーオフトーナメント。開催球場は2021年と同じ。

### ファーストステージ
レギュラーシーズン2位の千葉ロッテマリーンズと3位の福岡ソフトバンクホークスが3戦2勝先取制で争い、勝者がファイナルステージに進出する。
- 会期：10月14日から10月16日
- 球場：ZOZOマリンスタジアム[注 1]

### ファイナルステージ
レギュラーシーズン1位（1勝分のアドバンテージが与えられる）のオリックス・バファローズとファーストステージ勝者の千葉ロッテマリーンズが6戦4勝先取制で争い、勝者がSMBC日本シリーズ2023への出場権を得る。
オリックスとロッテがファイナルステージで対戦するのは2021年以来、2年ぶり2回目。
- 会期：10月18日から10月23日（予備日10月24・25日）
- 球場：京セラドーム大阪
- 試合開始予定時刻：全試合とも18時[1]

### トーナメント表
|  | 1stステージ（準決勝） | 1stステージ（準決勝） |                                   |        | ファイナルステージ（決勝） | ファイナルステージ（決勝） |
|  |                       |                       |                                   |        |                            |                            |
|  |                       |                       |                                   |        |                            |                            |
|  |                       |                       |                                   |        |                            |                            |
|  |                       |                       |                                   |        |                            |                            |
|  |                       |                       | （6戦4勝制） 京セラドーム大阪     |        |                            |                            |
|  |                       |                       |                                   |        |                            |                            |
|  | オリックス（パ優勝）  | ☆〇●〇○               |                                   |        |                            |                            |
|  | オリックス（パ優勝）  | ☆〇●〇○               | （3戦2勝制） ZOZOマリンスタジアム |        |                            |                            |
|  |                       |                       | ロッテ                            | ★●〇●● |                            |                            |
|  | ロッテ（パ2位）       | 〇●〇                 | ロッテ                            | ★●〇●● |                            |                            |
|  | ロッテ（パ2位）       | 〇●〇                 |                                   |        |                            |                            |
|  | ソフトバンク（パ3位） | ●〇●                  |                                   |        |                            |                            |
|  | ソフトバンク（パ3位） | ●〇●                  |                                   |        |                            |                            |
|  |                       |                       |                                   |        |                            |                            |
|  |                       |                       |                                   |        |                            |                            |
|  |                       |                       |                                   |        |                            |                            |
|  |                       |                       |                                   |        |                            |                            |

☆・★=ファイナルステージのアドバンテージによる1勝・1敗分

## 日程

### ファーストステージ
| 日付                       | 試合  | ビジター球団（先攻）     | スコア | ホーム球団（後攻）   | 開催球場             |
| 10月14日（土）             | 第1戦 | 福岡ソフトバンクホークス | 2 - 8  | 千葉ロッテマリーンズ | ZOZOマリンスタジアム |
| 10月15日（日）             | 第2戦 | 福岡ソフトバンクホークス | 3 - 1  | 千葉ロッテマリーンズ | ZOZOマリンスタジアム |
| 10月16日（月）             | 第3戦 | 福岡ソフトバンクホークス | 3 - 4x | 千葉ロッテマリーンズ | ZOZOマリンスタジアム |
| 勝者：千葉ロッテマリーンズ |       |                          |        |                      |                      |

### ファイナルステージ
| 日付                           | 試合           | ビジター球団（先攻） | スコア | ホーム球団（後攻）       | 開催球場         |
| アドバンテージ                 | アドバンテージ | 千葉ロッテマリーンズ |        | オリックス・バファローズ |                  |
| 10月18日（水）                 | 第1戦          | 千葉ロッテマリーンズ | 5 - 8  | オリックス・バファローズ | 京セラドーム大阪 |
| 10月19日（木）                 | 第2戦          | 千葉ロッテマリーンズ | 6 - 5  | オリックス・バファローズ | 京セラドーム大阪 |
| 10月20日（金）                 | 第3戦          | 千葉ロッテマリーンズ | 0 - 2  | オリックス・バファローズ | 京セラドーム大阪 |
| 10月21日（土）                 | 第4戦          | 千葉ロッテマリーンズ | 2 - 3  | オリックス・バファローズ | 京セラドーム大阪 |
| 勝者：オリックス・バファローズ |                |                      |        |                          |                  |

## 試合結果

### ファーストステージ
| 日付                       | 試合  | ビジター球団（先攻）     | スコア | ホーム球団（後攻）   | 開催球場             |
| 10月14日（土）             | 第1戦 | 福岡ソフトバンクホークス | 2 - 8  | 千葉ロッテマリーンズ | ZOZOマリンスタジアム |
| 10月15日（日）             | 第2戦 | 福岡ソフトバンクホークス | 3 - 1  | 千葉ロッテマリーンズ | ZOZOマリンスタジアム |
| 10月16日（月）             | 第3戦 | 福岡ソフトバンクホークス | 3 - 4x | 千葉ロッテマリーンズ | ZOZOマリンスタジアム |
| 勝者：千葉ロッテマリーンズ |       |                          |        |                      |                      |

#### 第1戦
|              | 1 | 2 | 3 | 4 | 5 | 6 | 7 | 8 | 9 | R | H | E |
| ------------ | - | - | - | - | - | - | - | - | - | - | - | - |
| ソフトバンク | 0 | 0 | 0 | 0 | 0 | 2 | 0 | 0 | 0 | 2 | 4 | 1 |
| ロッテ       | 2 | 0 | 2 | 0 | 0 | 3 | 0 | 1 | x | 8 | 9 | 0 |

1. ソ：●スチュワート・ジュニア（2回1/3）、ヘルナンデス（0回2/3）、大津（1回1/3）、嘉弥真（0回2/3）、津森（1回）、笠谷（2回） - 甲斐、嶺井
2. ロ：佐々木朗（3回）、○中村稔（2回）、坂本（1回）、西村（1回）、澤田（1回）、澤村（1回） - 松川
3. 勝利：中村稔（1勝）
4. 敗戦：スチュワート・ジュニア（1敗）
5. 本塁打
ソ：柳田1号（6回2ラン・坂本）
ロ：荻野1号（1回ソロ・スチュワート・ジュニア）、ポランコ1号（1回ソロ・スチュワート・ジュニア）
6. 審判
［球審］山口
［塁審］福家（1B）、津川（2B）、牧田（3B）
［外審］須山（LL）、嶋田（RL）
7. 開始：18時01分 試合時間：3時間02分[2]

| ソフトバンク | ソフトバンク | ソフトバンク |
| 打順         | 守備         | 選手         |
| ------------ | ------------ | ------------ |
| 1            | [中]         | 周東         |
|              | 中           | 谷川原       |
| 2            | [三]         | 川瀬         |
| 3            | [指]         | 柳田         |
| 4            | [左]         | 近藤         |
|              | 走           | 野村勇       |
| 5            | [一]         | 中村晃       |
| 6            | [二]         | 三森         |
| 7            | [遊]         | 今宮         |
| 8            | [右]         | 柳町         |
| 9            | [捕]         | 甲斐         |
|              | 打           | 上林         |
|              | 捕           | 嶺井         |

| ロッテ | ロッテ | ロッテ   |
| 打順   | 守備   | 選手     |
| ------ | ------ | -------- |
| 1      | [右]   | 荻野     |
| 2      | [遊]   | 藤岡     |
| 3      | [左]   | 角中     |
|        | 打左   | 岡       |
| 4      | [指]   | ポランコ |
| 5      | [三]   | 安田     |
| 6      | [一]   | 山口     |
| 7      | [中]   | 藤原     |
| 8      | [捕]   | 松川     |
| 9      | [二]   | 中村奨   |

ロッテの先発は佐々木朗、ソフトバンクの先発はスチュワート・ジュニア。
ロッテは1回裏、荻野の先頭打者本塁打、ポランコのソロ本塁打で、2点を先制した。3回裏には3つの四球で一死満塁とすると、ソフトバンクは投手をスチュワート・ジュニアからヘルナンデスへ交代。ポランコを遊ゴロに打ち取り併殺を狙うも、二塁手・三森が悪送球し、その間にロッテが2点を追加した。
ロッテの先発・佐々木朗は、最速162km/hを記録するなど、3回まで無安打無四球無失点4奪三振の投球を見せた。しかし、体調不良明けで9月17日以来27日ぶりの実戦登板だったため、3回までで降板。4回からは中村稔が登板し、2回無失点に抑えた。
ソフトバンクは6回表、中村稔から代わった3番手・坂本から柳田が2点本塁打を放ち2点差に追い上げた。対するロッテも直後の6回裏、前の回から続投した4番手・嘉弥真から岡、ポランコ、安田の3連打で1点を追加。一死後、5番手・津森から藤原の適時打で2点を追加すると、さらに8回裏には安田の適時打で8点目を挙げた。
7回以降、ロッテは西村、澤田、澤村がそれぞれ1回無失点に抑えて8-2で勝利し、ファイナルステージ進出へ王手をかけた。
ソフトバンクは先発のスチュワート・ジュニアが試合を作れず救援陣も失点を重ね、打線も4安打に終わり、勝負どころで守備にもミスが出るなど攻守に精彩を欠いた。

#### 第2戦
|              | 1 | 2 | 3 | 4 | 5 | 6 | 7 | 8 | 9 | R | H | E |
| ------------ | - | - | - | - | - | - | - | - | - | - | - | - |
| ソフトバンク | 1 | 0 | 2 | 0 | 0 | 0 | 0 | 0 | 0 | 3 | 8 | 0 |
| ロッテ       | 1 | 0 | 0 | 0 | 0 | 0 | 0 | 0 | 0 | 1 | 6 | 1 |

1. ソ：○有原（6回）、H藤井（1回）、H松本裕（1回）、Sオスナ（1回） - 甲斐
2. ロ：●西野（3回）、東妻（1回）、鈴木（2回2/3）、中森（1回1/3）、澤村（1回） - 田村、佐藤都
3. 勝利：有原（1勝）
4. セーブ：オスナ（1S）
5. 敗戦：西野（1敗）
6. 審判
［球審］牧田
［塁審］津川（1B）、須山（2B）、嶋田（3B）
［外審］岩下（LL）、福家（RL）
7. 開始：18時00分 試合時間：3時間23分[11]

| ソフトバンク | ソフトバンク | ソフトバンク |
| 打順         | 守備         | 選手         |
| ------------ | ------------ | ------------ |
| 1            | [二]         | 三森         |
| 2            | [三]         | 川瀬         |
| 3            | [指]         | 柳田         |
| 4            | [左]         | 近藤         |
| 5            | [一]         | 中村晃       |
| 6            | [右]         | 柳町         |
|              | 打           | 野村大       |
|              | 右           | 谷川原       |
| 7            | [遊]         | 今宮         |
| 8            | [中]         | 上林         |
| 9            | [捕]         | 甲斐         |

| ロッテ | ロッテ | ロッテ   |
| 打順   | 守備   | 選手     |
| ------ | ------ | -------- |
| 1      | [右]   | 荻野     |
| 2      | [遊]   | 藤岡     |
| 3      | [左]   | 角中     |
| 4      | [指]   | ポランコ |
| 5      | [三]   | 安田     |
| 6      | [一]   | 山口     |
| 7      | [中]   | 藤原     |
| 8      | [捕]   | 田村     |
|        | 打捕   | 佐藤都   |
| 9      | [二]   | 中村奨   |

ロッテの先発は西野、ソフトバンクの先発は有原。共に2016年以来、7年ぶりのCSでの登板となった。
ソフトバンクは1回表、二死2塁から近藤の適時打で先制に成功。対するロッテは直後の1回裏、一死1,3塁からポランコの犠飛ですぐさま同点に追いついた。
ソフトバンクは3回表、先頭打者・三森の二塁打などで一死3塁のチャンスを作ると、柳田が左翼線にポトリと落ちる適時二塁打で勝ち越しに成功。なおも二死3塁とし、中村晃の適時打でもう1点を加え、3-1と2点をリードした。
ソフトバンクの先発・有原は、2回以降ロッテ打線に二塁を踏ませない好投を見せ、6回5安打1四球1失点4奪三振でマウンドを降りた。その後は藤井、松本裕、オスナの救援陣も無失点に抑え、ソフトバンクが3-1で勝利し、ファイナルステージ進出へ逆王手をかけた。
ロッテは先発・西野が不調で今季最短となる3回で降板。その後は救援陣がピンチを迎えつつも無失点で抑えたが、打線が有原を打ちあぐね、走者を出しても併殺打などで繋がらず、敗戦した。

#### 第3戦
|              | 1 | 2 | 3 | 4 | 5 | 6 | 7 | 8 | 9 | 10 | R | H | E |
| ------------ | - | - | - | - | - | - | - | - | - | -- | - | - | - |
| ソフトバンク | 0 | 0 | 0 | 0 | 0 | 0 | 0 | 0 | 0 | 3  | 3 | 8 | 0 |
| ロッテ       | 0 | 0 | 0 | 0 | 0 | 0 | 0 | 0 | 0 | 4x | 4 | 8 | 0 |

1. ソ：和田（5回）、H又吉（0回2/3）、Hヘルナンデス（0回1/3）、H藤井（1回）、H松本裕（1回）、Hオスナ（1回）、津森（0回0/3）、●大津（0回2/3） - 甲斐、嶺井
2. ロ：小島（6回1/3）、H西村（0回2/3）、H澤田（1回）、H益田（1回）、澤村（0回2/3）、○坂本（0回1/3） - 佐藤都
3. 勝利：坂本（1勝）
4. 敗戦：大津（1敗）
5. 本塁打
ロ：藤岡1号（10回3ラン・津森）
6. 審判
［球審］嶋田
［塁審］須山（1B）、岩下（2B）、福家（3B）
［外審］山口（LL）、津川（RL）
7. 開始：18時00分 試合時間：4時間18分[18]

| ソフトバンク | ソフトバンク | ソフトバンク |
| 打順         | 守備         | 選手         |
| ------------ | ------------ | ------------ |
| 1            | [中]         | 周東         |
| 2            | [三二]       | 川瀬         |
| 3            | [右]         | 柳田         |
|              | 捕           | 嶺井         |
| 4            | [左]         | 近藤         |
| 5            | [一]         | 中村晃       |
| 6            | [遊]         | 今宮         |
| 7            | [二]         | 三森         |
|              | 三           | 野村勇       |
| 8            | [指]         | 井上         |
|              | 打指         | 柳町         |
|              | 走指         | 上林         |
| 9            | [捕]         | 甲斐         |
|              | 打           | 生海         |
|              | 右           | 谷川原       |

| ロッテ | ロッテ | ロッテ     |
| 打順   | 守備   | 選手       |
| ------ | ------ | ---------- |
| 1      | [右]   | 荻野       |
| 2      | [遊]   | 藤岡       |
| 3      | [左]   | 石川慎     |
|        | 中     | 藤原       |
| 4      | [指]   | ポランコ   |
| 5      | [中左] | 岡         |
| 6      | [三]   | ブロッソー |
|        | 打三   | 安田       |
| 7      | [一]   | 茶谷       |
| 8      | [捕]   | 佐藤都     |
| 9      | [二]   | 中村奨     |
|        | 打     | 角中       |

ロッテの先発は小島、ソフトバンクの先発は和田。
ソフトバンクは1回表、川瀬の左前安打と近藤の四球で二死1,2塁のチャンスを作るも、中村晃が二飛に倒れ無得点。対するロッテも1回裏に荻野の左前安打とポランコの四球で二死1,3塁のチャンスを作ったが、岡が遊ゴロに倒れて無得点に終わった。
その後両チーム共に無得点のまま迎えた6回表、ソフトバンクは一死から柳田が二塁打で出塁すると、続く近藤が右前安打を放ち、柳田が本塁へ突入。しかし、ロッテの右翼手・荻野の好返球で柳田は本塁でアウトとなり、この回も無得点で終わった。
ソフトバンクの先発・和田は5回2安打2四球無失点3奪三振で降板。6回以降は又吉、ヘルナンデス、藤井、松本裕、オスナが、安打や四球でピンチを招きながらも9回まで無失点に繋いだ。対するロッテの先発・小島も6回まで4安打無失点と好投。7回も続投したが、先頭打者・三森を空振り三振に打ち取ったところで降板した。その後は西村、澤田、益田が9回まで1人も走者を許さずに繋ぎ、試合は0-0のまま延長戦に入った。
10回表、ロッテはこのシリーズ3連投となる澤村が登板。一死から代打・柳町が二塁打で出塁すると、代打・生海こそ空振り三振に倒れるも、続く周東の中前安打で代走・上林が生還し、ソフトバンクが先制に成功した。さらに続く川瀬が初球を左中間へ弾き返し適時三塁打で2点目を追加。ここでロッテは澤村から坂本に交代したが、柳田も初球を右前適時打とし、ソフトバンクが3点をリードした。
10回裏、ソフトバンクは津森が登板。対するロッテは先頭打者の代打・角中が10球目を中前安打とすると、荻野は三塁前へのボテボテの内野安打で出塁。無死1,2塁とチャンスを作ると、続く藤岡が3点本塁打を放ちロッテが同点に追いついた。ソフトバンクはここで投手を大津に交代。ロッテは二死から岡が左前安打で出塁すると、最後は安田が右中間へ二塁打を放ち、岡が一塁から生還。ソフトバンクはリクエストするも覆らず、ロッテがサヨナラ勝ちでファイナルステージ進出を決めた。
CSにおけるサヨナラ試合は史上15度目で、サヨナラ勝ちでファイナルステージ進出を決めたのは2004年の西武以来史上2度目。また、日本シリーズやプレーオフを含めたポストシーズンにおける3点差以上の逆転サヨナラ勝ちは2009年第2ステージの日本ハム以来史上2度目で、延長戦では史上初であった。
ロッテがCSファーストステージを勝ち上がるのは、出場8度のうち7度目で史上最多となった。また、本拠地・ZOZOマリンスタジアムでは出場4度全て突破となった。この試合を以てオリオンズ時代となる1990年から33年間に渡ってウグイス嬢を務めた谷保恵美が勇退した。
2023年シーズンを終えたソフトバンクは、試合終了から約1時間半後に藤本博史監督の退任を発表した。

### ファイナルステージ
| 日付                           | 試合           | ビジター球団（先攻） | スコア | ホーム球団（後攻）       | 開催球場         |
| アドバンテージ                 | アドバンテージ | 千葉ロッテマリーンズ |        | オリックス・バファローズ |                  |
| 10月18日（水）                 | 第1戦          | 千葉ロッテマリーンズ | 5 - 8  | オリックス・バファローズ | 京セラドーム大阪 |
| 10月19日（木）                 | 第2戦          | 千葉ロッテマリーンズ | 6 - 5  | オリックス・バファローズ | 京セラドーム大阪 |
| 10月20日（金）                 | 第3戦          | 千葉ロッテマリーンズ | 0 - 2  | オリックス・バファローズ | 京セラドーム大阪 |
| 10月21日（土）                 | 第4戦          | 千葉ロッテマリーンズ | 2 - 3  | オリックス・バファローズ | 京セラドーム大阪 |
| 勝者：オリックス・バファローズ |                |                      |        |                          |                  |

#### 第1戦
|            | 1 | 2 | 3 | 4 | 5 | 6 | 7 | 8 | 9 | R | H  | E |
| ---------- | - | - | - | - | - | - | - | - | - | - | -- | - |
| ロッテ     | 3 | 0 | 0 | 0 | 0 | 1 | 1 | 0 | 0 | 5 | 11 | 0 |
| オリックス | 0 | 0 | 0 | 3 | 0 | 4 | 0 | 1 | x | 8 | 9  | 0 |

1. ロ：美馬（4回）、H中森（1回）、●中村稔（0回0/3）、東妻（1回）、坂本（1回）、鈴木（1回） - 松川、佐藤都
2. オ：○山本（7回）、H山﨑颯（1回）、S平野佳（1回） - 若月
3. 勝利：山本（1勝）
4. セーブ：平野佳（1S）
5. 敗戦：中村稔（1敗）
6. 審判
［球審］本田
［塁審］木内（1B）、土山（2B）、長井（3B）
［外審］吉本（LL）、眞鍋（RL）
7. 開始：18時01分 試合時間：3時間09分[30]

| ロッテ | ロッテ | ロッテ   |
| 打順   | 守備   | 選手     |
| ------ | ------ | -------- |
| 1      | [右]   | 荻野     |
| 2      | [遊]   | 藤岡     |
| 3      | [左]   | 角中     |
| 4      | [指]   | ポランコ |
| 5      | [三]   | 安田     |
| 6      | [中]   | 岡       |
| 7      | [一]   | 山口     |
| 8      | [捕]   | 松川     |
|        | 打捕   | 佐藤都   |
| 9      | [二]   | 中村奨   |

| オリックス | オリックス | オリックス |
| 打順       | 守備       | 選手       |
| ---------- | ---------- | ---------- |
| 1          | [中]       | 中川圭     |
| 2          | [二]       | 西野       |
|            | 二         | 大城       |
| 3          | [右]       | 森         |
| 4          | [指]       | セデーニョ |
| 5          | [左]       | 杉本       |
|            | 左         | 小田       |
| 6          | [一]       | ゴンザレス |
| 7          | [遊]       | 紅林       |
| 8          | [三]       | 宗         |
| 9          | [捕]       | 若月       |

オリックスの先発は山本、ロッテの先発は美馬。本年の山本は史上初となる3年連続投手四冠を獲得し、特にロッテ戦では9月9日にノーヒットノーランを記録するなど、4試合の登板で3勝1敗、28回を13安打2失点、防御率0.64と好相性を誇った。
ロッテは1回表、先頭打者・荻野がピッチャー強襲内野安打、続く藤岡が中前安打と連打で出塁し、角中が犠打を決めて一死2,3塁とすると、4番・ポランコが初球を打って右中間への2点適時二塁打とし、2点を先制。さらに続く安田、岡がいずれも詰まりながらも安打を放ち満塁とすると、山口の遊ゴロの間に3点目を追加した。
オリックスは4回裏、二死1,2塁から紅林が右中間へ適時二塁打を放ち1点差とすると、さらに続く宗が左翼線へ適時打を放ち、同点に追いついた。
ロッテの先発・美馬は4回限りで降板し、5回は2番手・中森が無失点に抑えた。6回表、先頭打者・山口が安打で出塁すると、二死二塁から荻野が中前適時打を放ち、4-3と再びリードを奪った。
対するオリックスは直後の6回裏、この回から登板したロッテの3番手・中村稔から先頭打者・セデーニョが四球で出塁すると、続く杉本が右中間を破る適時二塁打で同点に成功。中村稔は、続くゴンザレスに対して2ボールとしたところで降板。しかし、代わった東妻もゴンザレスに対して暴投と四球で無死1,3塁とすると、紅林が右前適時打を放ちオリックスが勝ち越した。なおも一死2,3塁から若月の高く弾んだ投ゴロの間に1点、さらに中川圭の左前適時打でもう1点を追加し、7-4と3点をリードした。
ロッテは7回表、藤岡と角中の連打で無死1,3塁とし、ポランコの犠飛で7-5と2点差にするも、続く安田は併殺打に倒れ1点止まり。一方のオリックスは8回裏、ロッテの6番手・鈴木から二死ランナー無しとなるも、宗、若月の2者連続二塁打で1点を追加し、8-5と再び3点差とした。
オリックスの先発・山本は7回116球10安打3四死球5失点9奪三振で降板。CSではこれまで2試合の登板で2勝0敗、17回無失点に抑えていたが、3試合目で初めての失点となった。5失点するのは本年では初であり、二桁安打を浴びるのは4月22日の西武戦以来。初回には5安打を浴びたが、1イニングに5安打を浴びるのはレギュラーシーズン・ポストシーズン合わせて2019年7月5日以来、3度目であった。
山本の降板後、8回は左腸腰筋の筋損傷で9月27日に登録抹消されて以来の復帰となった山﨑颯が1回無失点、9回は平野佳が無失点に抑え、オリックスが8-5で勝利。優勝チームに与えられるアドバンテージの1勝を含め、オリックスが2勝0敗とした。
ロッテは、CSファイナルステージでは2013年第3戦から1分を挟み10連敗となった。

#### 第2戦
|            | 1 | 2 | 3 | 4 | 5 | 6 | 7 | 8 | 9 | R | H | E |
| ---------- | - | - | - | - | - | - | - | - | - | - | - | - |
| ロッテ     | 1 | 0 | 0 | 0 | 0 | 3 | 0 | 0 | 2 | 6 | 5 | 0 |
| オリックス | 3 | 0 | 0 | 0 | 0 | 0 | 2 | 0 | 0 | 5 | 9 | 0 |

1. ロ：メルセデス（5回）、H西村（1回）、澤田（1回）、○東條（1回）、S益田（1回） - 田村、佐藤都
2. オ：田嶋（6回）、小木田（1回）、H宇田川（1回）、●山岡（1回） - 森
3. 勝利：東條（1勝）
4. セーブ：益田（1S）
5. 敗戦：山岡（1敗）
6. 本塁打
オ：セデーニョ1号（7回2ラン・澤田）
7. 審判
［球審］長井
［塁審］土山（1B）、吉本（2B）、眞鍋（3B）
［外審］名幸（LL）、木内（RL）
8. 開始：18時01分 試合時間：3時間22分[48]

| ロッテ | ロッテ | ロッテ   |
| 打順   | 守備   | 選手     |
| ------ | ------ | -------- |
| 1      | [右]   | 荻野     |
| 2      | [遊]   | 藤岡     |
| 3      | [左]   | 石川慎   |
|        | 中     | 藤原     |
| 4      | [指]   | ポランコ |
| 5      | [中左] | 岡       |
|        | 打     | 角中     |
|        | 走左   | 和田     |
| 6      | [三]   | 安田     |
|        | 走     | 小川     |
|        | 捕     | 佐藤都   |
| 7      | [一三] | 茶谷     |
| 8      | [捕]   | 田村     |
|        | 打一   | 山口     |
| 9      | [二]   | 中村奨   |

| オリックス | オリックス | オリックス |
| 打順       | 守備       | 選手       |
| ---------- | ---------- | ---------- |
| 1          | [一]       | 中川圭     |
| 2          | [三]       | 宗         |
| 3          | [捕]       | 森         |
|            | 走         | 宜保       |
| 4          | [指]       | セデーニョ |
| 5          | [左]       | 杉本       |
|            | 左         | 小田       |
| 6          | [遊]       | 紅林       |
| 7          | [二]       | ゴンザレス |
| 8          | [中]       | 福田       |
| 9          | [右]       | 廣岡       |
|            | 打         | 頓宮       |
|            | 右         | 野口       |

オリックスの先発は田嶋、ロッテの先発はメルセデス。10月19日に「バファローズ」と「ロッテ」が対戦するのは、1988年の10.19（近鉄バファローズ対ロッテオリオンズ）以来となった。
ロッテは1回表、先頭打者・荻野が四球で出塁すると、一死から石川慎も右前安打で出塁。オリックスの右翼手・廣岡の送球間に石川慎は2塁へ進塁して一死2,3塁とすると、4番・ポランコの二ゴロの間に荻野が生還し、ロッテが2試合連続で初回に先制点を挙げた。
対するオリックスは直後の1回裏、先頭打者・中川圭の当たりはロッテの中堅手・岡の好守備に阻まれたものの、続く2番・宗から6番・紅林まで5者連続で単打を放ち、1-2とすぐさま逆転に成功。なおも二死満塁とし、続く7番・ゴンザレスが中犠飛を放って1点を追加した。
オリックスの先発・田嶋は立ち上がりこそ制球が定まらなかったものの、2回から4回までは安打を許さず5回まで1失点に抑えた。6回も二死ランナー無しとしたが、石川慎、ポランコに2者連続で四球を与えて1,2塁とピンチを背負うと、続く岡に左前に落ちる適時打を浴び1点を返される。打者走者の岡は、オリックスの左翼手・杉本が二塁へ直接返球せず遊撃手に返球したのを見て、一気に二塁まで進塁する好走塁を見せ（記録は二塁打）、なおも二死2,3塁とすると、続く安田の右前安打で二者が生還し、ロッテが4-3と逆転した。
一方、ロッテの先発・メルセデスも2回以降は立ち直り、5回7安打1四球3失点4奪三振で降板した。6回は西村が無失点に抑え、7回は澤田が登板。二死ランナー無しから森が死球で出塁すると、セデーニョが左翼へ2点本塁打を放ち、オリックスが5-4と再び逆転した。
8回表は宇田川が登板し三者凡退で繋ぐと、9回表は山岡が登板。対するロッテは先頭打者の代打・角中が四球で出塁すると、代走で和田が起用された。続く安田に対する8球目で和田が二盗に成功すると、安田は10球目を打って一塁線を破る適時二塁打とし、ロッテが同点に追いついた。安田には代走・小川が送られ、茶谷の犠打で一死3塁となると、続く代打・山口が追い込まれながらも中犠飛を放ち、6-5とロッテが再逆転に成功した。
9回裏、ロッテは益田が登板。二死ランナー無しから森に四球を与えたものの、最後はセデーニョを三振に打ち取り、ロッテが勝利した。
ロッテはCSファイナルステージにおける連敗を10で止め、対戦成績をオリックスのアドバンテージ1勝を含め、1勝2敗とした。

#### 第3戦
|            | 1 | 2 | 3 | 4 | 5 | 6 | 7 | 8 | 9 | R | H | E |
| ---------- | - | - | - | - | - | - | - | - | - | - | - | - |
| ロッテ     | 0 | 0 | 0 | 0 | 0 | 0 | 0 | 0 | 0 | 0 | 6 | 1 |
| オリックス | 0 | 0 | 0 | 0 | 0 | 0 | 0 | 2 | x | 2 | 8 | 0 |

1. ロ：澤村（1回）、H中森（3回）、H国吉（2回）、H坂本（1回）、●西村（0回2/3）、東妻（0回1/3） - 佐藤都
2. オ：東（5回）、H小木田（1回）、H山岡（1回）、○宇田川（1回）、S平野佳（1回） - 若月
3. 勝利：宇田川（1勝）
4. セーブ：平野佳（2S）
5. 敗戦：西村（1敗）
6. 審判
［球審］眞鍋
［塁審］吉本（1B）、名幸（2B）、木内（3B）
［外審］本田（LL）、土山（RL）
7. 開始：18時01分 試合時間：3時間09分[62]

| ロッテ | ロッテ | ロッテ   |
| 打順   | 守備   | 選手     |
| ------ | ------ | -------- |
| 1      | [右]   | 荻野     |
| 2      | [遊]   | 藤岡     |
| 3      | [左]   | 角中     |
| 4      | [指]   | ポランコ |
| 5      | [三]   | 安田     |
| 6      | [中]   | 岡       |
| 7      | [一]   | 山口     |
| 8      | [捕]   | 佐藤都   |
| 9      | [二]   | 中村奨   |
|        | 打     | 石川慎   |

| オリックス | オリックス | オリックス |
| 打順       | 守備       | 選手       |
| ---------- | ---------- | ---------- |
| 1          | [中]       | 中川圭     |
|            | 中         | 渡部       |
| 2          | [三]       | 宗         |
| 3          | [右]       | 森         |
|            | 右         | 野口       |
| 4          | [指]       | セデーニョ |
| 5          | [左]       | 杉本       |
|            | 走左       | 小田       |
| 6          | [遊]       | 紅林       |
| 7          | [一]       | ゴンザレス |
| 8          | [捕]       | 若月       |
| 9          | [二]       | 宜保       |
|            | 打         | 頓宮       |
|            | 走二       | 大城       |

オリックスの先発は東。対するロッテは中継ぎ投手が短いイニングを投げて1試合をつなぐ、CS史上初となる「ブルペンデー」を選択。先発投手は澤村が務めた。
ロッテは1回表、安打と四球で一死1,2塁のチャンスを作るも、ポランコが遊飛、安田が左飛に倒れて無得点。対するオリックスは1回裏、安打と2つの四球で二死満塁とするも、紅林が三ゴロに倒れ、こちらも無得点に終わった。
ロッテは2回から2番手・中森が登板。2回こそ二死満塁のピンチを招くも、森を二ゴロに抑え無失点。その後は3回、4回と安打を許さず無失点に抑え、5回からは国吉がシリーズ初登板。5回は二死1,3塁のピンチを招くも、紅林の痛烈なライナーを国吉が好捕して無失点。6回も無失点に抑えると、7回は4番手・坂本が7球で三者凡退とし、7回まで無失点に抑えた。
一方、オリックスの先発・東は、初回こそピンチを招いたものの、2回は三者連続空振り三振。5回には一死2,3塁のピンチを招いたが、左翼手・杉本の好捕もあり、5回4安打無失点4奪三振と好投した。6回は小木田が無失点に抑えると、7回は前日敗戦投手となった山岡が登板。死球でランナーを背負ったが、藤岡を遊ゴロとし、10球で無失点に抑えた。
8回裏、ロッテは西村が登板。対するオリックスは、先頭打者・杉本の詰まった打球が左翼前へポトリと落ちる二塁打となり、チャンスを作る。その後二死3塁から、若月が左前適時打を放ち、オリックスが先制した。さらに続く宜保には、左足薬指疲労骨折から復帰した頓宮が代打として送られる。その頓宮は初球を打って左翼線へ適時二塁打とし、2-0とリードを2点に広げた。
9回表は平野佳が登板。無死2塁のピンチを背負ったものの無失点に抑え、オリックスが2-0で勝利し、アドバンテージを含め3勝1敗として、日本シリーズ進出に王手をかけた。

#### 第4戦
|            | 1 | 2 | 3 | 4 | 5 | 6 | 7 | 8 | 9 | R | H | E |
| ---------- | - | - | - | - | - | - | - | - | - | - | - | - |
| ロッテ     | 0 | 0 | 0 | 0 | 0 | 0 | 0 | 1 | 1 | 2 | 7 | 0 |
| オリックス | 2 | 0 | 0 | 0 | 0 | 1 | 0 | 0 | x | 3 | 9 | 0 |

1. ロ：●種市（3回）、東妻（1回）、森（2回）、東條（0回2/3）、坂本（0回1/3）、澤田（1回） - 佐藤都
2. オ：○宮城（6回）、H阿部（1回）、H山﨑颯（1回）、S平野佳（1回） - 若月
3. 勝利：宮城（1勝）
4. セーブ：平野佳（3S）
5. 敗戦：種市（1敗）
6. 本塁打
ロ：藤原1号（8回ソロ・山﨑颯）、ポランコ1号（9回ソロ・平野佳）
オ：森1号（1回2ラン・種市）
7. 審判
［球審］木内
［塁審］名幸（1B）、本田（2B）、土山（3B）
［外審］長井（LL）、吉本（RL）
8. 開始：18時00分 試合時間：2時間32分[77]

| ロッテ | ロッテ | ロッテ   |
| 打順   | 守備   | 選手     |
| ------ | ------ | -------- |
| 1      | [右]   | 荻野     |
| 2      | [遊]   | 藤岡     |
| 3      | [左]   | 石川慎   |
| 4      | [指]   | ポランコ |
| 5      | [二]   | 茶谷     |
|        | 打     | 角中     |
| 6      | [三]   | 安田     |
| 7      | [一]   | 山口     |
| 8      | [捕]   | 佐藤都   |
| 9      | [中]   | 藤原     |

| オリックス | オリックス | オリックス |
| 打順       | 守備       | 選手       |
| ---------- | ---------- | ---------- |
| 1          | [中]       | 中川圭     |
| 2          | [二]       | 西野       |
|            | 打         | T-岡田     |
|            | 走二       | 大城       |
| 3          | [右]       | 森         |
|            | 左         | 小田       |
| 4          | [指]       | セデーニョ |
| 5          | [左]       | 杉本       |
|            | 右         | 渡部       |
| 6          | [三]       | 宗         |
| 7          | [捕]       | 若月       |
| 8          | [一]       | ゴンザレス |
| 9          | [遊]       | 野口       |

オリックスの先発は本年のロッテ戦では6試合で3勝0敗、防御率1.06と好相性の宮城、ロッテの先発は右肘炎症から23日ぶりの復帰登板となる種市。
オリックスは1回表、一死から西野が四球で出塁すると、続く森が右翼席へ2点本塁打を放ち先制に成功した。
ロッテの先発・種市は3回2安打2失点で降板した。対するオリックスの先発・宮城は6回4安打無失点の好投。6回表こそ先頭打者・荻野の二塁打などで一死3塁のピンチを招いたものの、石川慎を三ゴロ、ポランコを空振り三振に打ち取り無失点でマウンドを降りた。
オリックスは6回裏、5回から登板していたロッテの3番手・森から先頭打者の森が二塁打で出塁すると、一死3塁から杉本が適時二塁打を放ち3-0とリードを3点に広げた。
ロッテは8回表、オリックスの3番手・山﨑颯から先頭打者・藤原がソロ本塁打を放ち1点を返す。さらに9回表には4番手・平野佳から、先頭打者・ポランコがソロ本塁打を放ち3-2と1点差に迫ったが、最後は山口が三直に倒れオリックスが勝利。3年連続15度目となる日本シリーズ進出を決めた。
3年連続での日本シリーズ出場は、2017年 - 2020年のソフトバンク以来史上12度目で、球団では阪急時代の1967年 - 1969年、1975年 - 1978年に次いで45年ぶり3度目。CSを3年連続で突破するのは2017年 - 2020年のソフトバンクに次いで史上2度目だが、リーグ戦で3連覇したチームが3年連続で突破するのは史上初。また、オリックスの監督・中嶋聡は、1986年 - 1988年の森祇晶以来史上2人目となる監督就任1年目から3年連続日本シリーズ出場した監督となった。
一方、セ・リーグのCSでは阪神が広島を相手に4勝0敗で勝ち上がっており、オリックスが阪神と日本シリーズで対戦するのは初となった。日本シリーズにおいて本拠地を関西に置く球団同士の対戦（関西ダービー）となるのは1964年（阪神タイガース対南海ホークス）以来、史上2度目となる。
なお、ロッテはこの日、ファーストステージ第1戦で先発した佐々木朗がプロ入り後初めてブルペン待機したが、登板は無かった。

## 表彰選手
MVP
杉本裕太郎（オリックス）
ファイナルステージ4試合全てに先発出場し、第1戦では同点適時二塁打、第2戦では一時逆転となる適時打、第4戦ではダメ押しとなる適時二塁打を放つなど、打率.429（14-6）、3打点を記録。2021年以来、2年ぶり2度目となるクライマックスシリーズMVPの受賞となった。なお、杉本は第4戦・8回裏の第4打席で走塁時に足を負傷したため表彰式には参加せず、石川亮が代役で表彰を受けた。
パーソル賞
紅林弘太郎（オリックス）
第1戦で決勝適時打を放つなど、ファイナルステージ3試合の出場で打率.300（10-3）、3打点を記録。なお、第4戦は左手首を痛めベンチ外となったが、表彰式には出席した。

## 記録

### ファーストステージ

#### 第1戦
- 先頭打者本塁打：荻野貴司 ※CS史上11人目、13本目[92]。37歳11か月での記録は2008年の李炳圭（33歳11か月）を上回り史上最年長[92]。また日本シリーズを含めても1999年の秋山幸二（福岡ダイエーホークス・37歳6か月）の年齢を上回り、ポストシーズン史上最年長[92]。
- CS初打席本塁打：G.ポランコ ※史上6人目[93]
- 先発投手が無安打投球のまま降板：佐々木朗希 ※CS史上初、日本シリーズを含めると史上4人目[94]

#### 第3戦
- CS通算32打点：柳田悠岐 ※内川聖一（記録達成時ソフトバンク）の31打点を超える新記録[25]

### ファイナルステージ

#### 第1戦
- ポストシーズン最年長セーブ：平野佳寿（39歳7か月）[45][注 12]

#### 第2戦
- 5者連続安打：オリックス ※CS史上7度目、パ・リーグ史上5度目、球団史上初[49]
- 4番打者の逆転本塁打：L.セデーニョ、7回に逆転2ラン ※CS史上10度目[57]
  - 4番打者が逆転本塁打を放つも敗戦 ※CS史上初、日本シリーズを含めると1971年第2戦の王貞治（4回に逆転2ラン）以来、史上2度目[57]
- 両チーム合わせて逆転が4度 ※CS史上初、日本シリーズを含めると1992年（両チーム合わせて逆転が5度）以来2度目[59]

## テレビ・ラジオ放送およびネット配信

### テレビ放送

#### ファーストステージ放送日程
第1戦（10月14日）
- TVQ九州放送≪地上波、テレビ東京系列、福岡県ローカル≫
  - 放送時間：18:30 - 21:00

- NHK BS1
  - 放送時間：17:50 - 21:25

- 日テレNEWS24 ≪有料CS≫[96]
  - 放送時間：17:45 - 21:30

第2戦（10月15日）
- 千葉テレビ ≪地上波、独立局、千葉県ローカル≫
  - 放送時間：
    - ミライチャンネル（チバテレ2）・18:00 - 19:00、21:00 - 21:36
    - メインチャンネル（チバテレ1）・19:00 - 21:00

- BS朝日・BS朝日 4K
  - 放送時間：18:00 - 21:34

- 日テレNEWS24 ≪有料CS≫
  - 放送時間：17:45 - 21:36

第3戦（10月16日）
- テレビ西日本≪地上波、フジテレビ系列、福岡県ローカル≫
  - 放送時間：19:00 - 21:00

- NHK BS1
  - 放送時間：17:55 - 22:00（22:00 - 22:50までBS102chで放送）

- 日テレNEWS24 ≪有料CS≫
  - 放送時間：17:45 - 22:50[注 13]

#### ファイナルステージ放送日程
第1戦（10月18日）
- 毎日放送≪地上波、TBS系列、関西ローカル≫[98]
  - 放送時間：18:15 - 21:00（21:00以降は最大21:56までサブチャンネルで放送）

- NHK BS1[99]
  - 放送時間：17:55 - 21:35

- J SPORTS3≪有料BS≫[100]
  - 放送時間：17:30 - 21:40

第2戦（10月19日）
- NHK BS1
  - 放送時間：17:55 - 21:30（21:30 - 21:37までBS102chで放送）

- J SPORTS3≪有料BS≫
  - 放送時間：17:30 - 21:40

第3戦（10月20日）
- NHK BS1（サブチャンネル）
  - 放送時間：17:55 - 21:30

- J SPORTS3≪有料BS≫
  - 放送時間：17:30 - 21:34

第4戦（10月21日）
- NHK BS1
  - 放送時間：17:50 - 21:10

- J SPORTS3≪有料BS≫
  - 放送時間：17:30 - 21:45

打ち切りとなった試合
- 第5戦（10月22日）、第6戦（10月23日）とも、NHK BS1[注 14]、J SPORTS3≪有料BS≫で放送される予定だった。

### ラジオ放送

#### ファーストステージ放送日程
第1戦（10月14日）
- RKB毎日放送≪ニッポン放送制作裏送り、北部九州（福岡県・佐賀県）ローカル≫
  - 放送時間：17:53 - 21:19

- 九州朝日放送≪自社制作、北部九州ローカル≫
  - 放送時間：17:55 - 21:20

第2戦（10月15日）
- RKB毎日放送≪ニッポン放送制作裏送り、北部九州ローカル≫
  - 放送時間：17:54 - 21:49

- 九州朝日放送≪自社制作、北部九州ローカル≫
  - 放送時間：17:55 - 21:20

第3戦（10月16日）
- RKB毎日放送≪ニッポン放送制作裏送り、北部九州ローカル≫
  - 放送時間：17:48 - 22:44

- 九州朝日放送≪自社制作、北部九州ローカル≫
  - 放送時間：17:55 - 22:15

#### ファイナルステージ放送日程
第1戦（10月18日）
第2戦（10月19日）
第3戦（10月20日）
- 中継局なし[注 15]。

第4戦（10月21日）
- ニッポン放送≪自社制作、関東ローカル≫[102]
  - 放送時間：17:50 - 21:00

打ち切りとなった試合
- 第5戦、第6戦ともニッポン放送≪自社制作、関東ローカル≫[103]、また第5戦までに決着がつかなかった場合に限り、MBSラジオ（自社制作・関西ローカル）でも放送予定だった。

### ネット配信
ファースト・ファイナルともに共通（打ち切りとなったファイナル第5-6戦含む）
- パ・リーグTV
- DAZN
- ベースボールLIVE
- Rakuten パ・リーグSpecial